# Optigroup
OptiGroup AB är ett svenskt grossistföretag inom papper, kontorsvaror, förpackningar, städmaterial, med mera. Verksamheten bedrivs i flera europeiska länder. Företaget har sitt huvudkontor i Mölndal. 2020 omsatte bolaget 948 miljoner euro. Optigroup ägs av Altor Fund II, Triton II Fund och Roosgruppen. I december 2021 avtalades att FSN Capital VI tar över som majoritetsägare medna de tidigare ägarna behåller en minoritetspost.
Optigroup har sitt ursprung i pappersgrossistföretaget Papyrus. Papyrus förvärvades 2008 av riskkapitalbolagen Altor och Triton. Genom förvärv av bland annat Procurator 2017 breddades verksamheten och koncernen bytte namn till Optigroup samma år. Under 2021 förvärvades konkurrenten PacsOn från Herenco.